# Lista över delegaterna i Vloras församling
Detta är en lista över delegaterna i Vloras församling som förklarade Albanien självständigt 1912 genom utfärdandet av Vloraproklamationen.

## Lista över delegaterna i Vloras församling

### Berati
- Iliaz Vrioni
- Hajredin Cakrani
- Xhelal Koprenca
- Dudë Karbunara
- Dhimitër Tutulani
- Sami Vrioni

### Durrësi
- Abaz Çelkupa
- Mustafa Hanxhiu
- Jahja Ballhysa
- Dom Nikollë Kaçorri

### Dibra
- Vehbi Agolli
- Sherif Langu (blev delegat den 30 november 1912)

### Elbasani
- Shefqet Daiu
- Lef Nosi
- Qemal Karaosmani
- Midhat Frashëri

### Gjirokastra
- Aziz Efendiu
- Veli bej Këlcyra
- Elmaz Boçe
- Mufit Libohova
- Petro Poga
- Jan Papadhopulli
- Hysen Efendiu Hoxha

### Gjakova,PlavochGusinje
- Rexhep Mitrovica
- Bedri Pejani
- Sali Xhuka
- Midhat Frashëri
- Qerim Begolli

### Kruja
- Abdi Toptani
- Mustafa Kruja

### OhridochStruga
- Zyhdi Ohri
- Dr.H. Myrtezai
- Nuri Sojlliu
- Hamdi Ohri
- Dervish Hima
- Mustafa Bartuçiu

### Pogradeci
- Hajdar Blloshmi (kunde inte delta på grund av serbernas intrång)

### Shijaku
- Xhemal Deliallisi
- Ymer Deliallisi
- Shahin Efendiu

### Tirana
- Abdi Toptani
- Murat Toptani

### Korça
- Pandeli Cale
- Thanas Floqi
- Spiro Ilo

### Vlora
- Ismail Qemali
- Zihni Abaz Kanina
- Aristidh Ruçi
- Jani Minga
- Qazim Kokoshi
- Eqrem Vlora

### Përmeti
- Veli Këlcyra
- Syrja Vlora
- Midhat Frashëri

### Kosovo
- Mehmet Pashë Dëralla
- Isa Boletini
- Hajdin Draga
- Dervish Ipeku

### Peqini
- Dervish Biçakçiu
- Mahmut Kaziu

### GramshiochTomorrica
- Ismail Qemali

### Tepelena
- Kristo Meksi
- Mufit Libohova
- Fehmi Mezhgorani
- Aristidh Ruçi

### Kavaja
- Abdi Toptani

### Çameria
- Veli Gërra
- Vesel Margëlliçi
- Aziz Tahir Ajdonati
- Rexhep Demi

### Mati
- Ahmet Zogu
- Riza Beu
- Kurt Aga

### Kolonin iBukarest
- Dhimtër Zografi
- Dhimtër Mborja
- Dhimtër Berati
- Dhimtër Ilo